# Tovuzi járás
A Tovuzi járás (azeri nyelven:Tovuz rayonu) Azerbajdzsán egyik járása. Székhelye Tovuz.

## Népesség
- 1999-ben 142 854 lakosa volt, melyből 142 209 azeri, 270 török, 226 orosz, 47 kurd, 31 tatár, 18 örmény, 13 lezg, 2 zsidó.
- 2009-ben 157 875 lakosa volt, melyből 157 599 azeri, 157 török, 76 orosz, 8 ukrán, 6 talis, 4 örmény, 4 tatár, 21 egyéb.